# New Hartford Center
New Hartford Center es un lugar designado por el censo ubicado en el condado de Litchfield en el estado estadounidense de Connecticut. En el año 2010 tenía una población de 1,385 habitantes.

## Geografía
New Hartford Center se encuentra ubicado en las coordenadas 41°52′48″N 72°58′31″O / 41.88000, -72.97528.